# Wronski-determinant
Indenfor matematikken anvendes Wronski-determinant (forkortet: W) til at undersøge differentialligninger, især til at undersøge andenordens differentialligninger. Denne type determinant blev introduceret af den polske matematiker Józef Maria Hoëné-Wroński (1778-1853). Wronski-determinant blev i 1882 navngivet af den skotske matematiker Thomas Muir.
Wronski-determinanten kan anvendes til at afgøre, om et antal løsninger til en differentialligning eller et differentialligningssystem er lineært uafhængige.
Wronski-determinanten kan udvides til en Wronski-matrix.

## Wronski-determinant af to funktioner
Wronski-determinant af to differentiable funktioner {\displaystyle f} og {\displaystyle g} er:
{\displaystyle W(f,g)={\begin{vmatrix}f&g\\f'&g'\end{vmatrix}}=f\cdot g'-g\cdot f'}
Man skriver de to funktioner ved siden af hinanden;
under hver funktion skriver man hver funktions differentialkvotient.
Så multiplicerer man diagonalt og skriver minus mellem de to produkter.

En Wronski-determinant af de to funktioner {\displaystyle f_{1}} og {\displaystyle f_{2}}
{\displaystyle W(f_{1},f_{2})(t)={\begin{vmatrix}f_{1}(t)&f_{2}(t)\\f_{1}'(t)&f_{2}'(t)\end{vmatrix}}=0}
kan anvendes til at bestemme den fuldstændige løsning til den homogene lineære anden ordens differentialligning:
{\displaystyle f''(x)+a\cdot f'(x)+b\cdot f(x)=0}

## Wronski-determinant af flere funktioner
En Wronski-determinant kan rumme {\displaystyle n} antal funktioner:

{\displaystyle W(f_{1},\dots ,f_{n})(t)={\begin{vmatrix}f_{1}(t)&f_{2}(t)&\dots &f_{n}(t)\\f_{1}^{(1)}(t)&f_{2}^{(1)}(t)&\dots &f_{n}^{(1)}(t)\\\vdots &\vdots &\vdots &\vdots \\f_{1}^{(n-1)}(t)&f_{2}^{(n-1)}(t)&\dots &f_{n}^{(n-1)}(t)\end{vmatrix}},\qquad t\in I,}

### Bøger
- Hebsgaard, Thomas m.fl. (1990): Matematik højniveau 2: integralregning og differentialligninger. Forlaget Trip, Vejle. ISBN 87-88049-17-5
- H. Heuser (1995): Gewöhnliche Differentialgleichungen. Teubner, ISBN 3-519-22227-2

### Homepage
- Eric W. Weisstein: Wronskian. In: MathWorld (English).